# Johnny B. Goode
Johnny B. Goode er en rocksang af Chuck Berry, som handler om en dreng fra landet, der formåede at opfylde den amerikanske drøm. Sangen er en af rockhistoriens mest berømte sange.

## Elvis Presleys udgaver
Elvis Presley sang ofte sangen under sine koncerter. Et par af disse koncertversioner er udgivet på plade. En koncertoptagelse af sangen fra International Hotel i Las Vegas fra den 24. august 1969 blev udsendt på Presleys dobbeltalbum "Elvis - From Memphis to Vegas/From Vegas to Memphis". Andre liveindspilninger findes på albummene "Aloha From Hawaii Via Satellite" og "Elvis In Concert".

## Andre sange om Johnny
Andre sange om Johnny af Chuck Berry er Bye Bye Johnny, Go Go Go, Johnny B. Blues og Lady B. Goode.

## Lulu Rocken Går
På Shu-bi-duas debutalbum Shu-bi-dua er der en dansk undersættelse af "Johnny B. Goode" ved navn "Lulu rocken går".